# Cylinder Tiplera
Cylinder Tiplera – hipotetyczny cylindryczny obszar gęstej materii o nieskończonej długości, który obraca się wokół swojej podłużnej osi, umożliwiający podróżowanie w czasie. Nazywany również maszyną czasu Tiplera.
W odniesieniu do nieskończonej długości cylindrów, co można znaleźć w literaturze już w 1936 roku, w 1974 roku Frank Tipler pokazał, że można zamknąć te nieskończone konstrukty w postaci pętli czasoprzestrzennych, a tym samym umożliwić teoretycznie podróże w czasie.
Rozwiązanie Tiplera zasugerowało, że jeśli szybkość obrotów byłaby dostateczna, skończony cylinder może produkować zamknięte krzywe czasoprzestrzenne. Tiplerowi nie udało się tego udowodnić matematycznie.
Stephen Hawking w swej pracy z 1992 traktującej o możliwej ochronie chronologii zakładał, że zamknięte krzywe czasoprzestrzenne nie mogą zostać utworzone, a zatem nie mogą być wykorzystywane do podróży w czasie.